# Condado de Calloway
El condado de Calloway (en inglés: Calloway County) es un condado en el estado estadounidense de Kentucky. En el censo de 2000 el condado tenía una población de 35.421 habitantes. La sede de condado es Murray. El condado fue formado en 1823 a partir de una porción del condado de Hickman. Fue nombrado en honor a Richard Callaway, uno de los fundadores de Boonesborough.

## Geografía
Según la Oficina del Censo, el condado tiene un área total de 1.064 km² (411 sq mi), de la cual 1000 km² (386 sq mi) es tierra y 65 km² (25 sq mi) (5,97%) es agua.

### Condados adyacenntes
- Condado de Marshall (norte)
- Condado de Trigg (noreste)
- Condado de Stewart, Tennessee (sureste)
- Condado de Henry, Tennessee (sur)
- Condado de Graves (oeste)

## Demografía
En el  censo de 2000, hubo 34.177 personas, 13.862 hogares y 8.594 familias residiendo en el condado. La densidad poblacional era de 88 personas por milla cuadrada (34/km²). En el 2000 había 16.069 unidades unifamiliares en una densidad de 42 por milla cuadrada (16/km²). La demografía del condado era de 93,48% blancos, 3,56% afroamericanos, 0,20% amerindios, 1,33% asiáticos, 0,03% isleños del Pacífico, 0,46% de otras razas y 0,93% de dos o más razas. 1,38% de la población era de origen hispano o latino de cualquier raza. 
La renta promedio para un hogar del condado era de $30.134 y el ingreso promedio para una familia era de $39.914. En 2000 los hombres tenían un ingreso medio de $31.184 versus $22.046 para las mujeres. La renta per cápita para el condado era de $16.566 y el 16,60% de la población estaba bajo el umbral de pobreza nacional.

## Ciudades y pueblos
- Hazel
- Murray